# Adesmia argentea
Espèce
Adesmia argentea, en espagnol la barrilla blanca de Chile, est une espèce de plantes à fleurs de la famille des Fabaceae. C'est un arbuste très présent au Chili. 
Synonymes :
- Adesmia cinerea Clos
- Patagonium argenteum (Meyen) Kuntze
- Patagonium cinereum (Clos) Kuntze[2]

L’aire d'origine de cette espèce est le Pérou. C’est un arbuste qui pousse principalement dans le biome subtropical.

## Description
Adesmia argentea est un arbuste à feuilles persistantes, à fleurs jaunes.